# Irminio
L'Irminio est un fleuve italien d'une longueur de 55 km qui se termine dans la mer Méditerranée au sud de la Sicile.
Le fleuve prend sa source sur les pentes du mont Lauro, le plus haut sommet des monts Hybléens (986 m.), qui constituent la majeure partie du sud-est montagneux de la Sicile, dans la province de Syracuse, non loin de la limite avec celles de Raguse et de Catane..
Son parcours de 55 km traverse la province de Raguse. Il se jette dans la mer Méditerranée dans les environs de Torre Giardinelli, entre Marina di Ragusa (it), une frazione de Raguse, et Donnalucata (it), une frazione de la commune de Scicli, sur la côte sud de la Sicile, après avoir créé le long de son chemin, grâce à un barrage, le lac artificiel de Santa Rosalia (it).
Ses principaux affluents sont les torrents Cava Volpe, Ciaramite, Mastratto et, à proximité de Raguse, les ruisseaux San Leonardo et Santa Domenica.

## Source de la traduction
- (it) Cet article est partiellement ou en totalité issu de l’article de Wikipédia en italien intitulé « Irminio » (voir la liste des auteurs).